# Tegenaria labyrinthi
Tegenaria labyrinthi är en spindelart som beskrevs av Brignoli 1984. Tegenaria labyrinthi ingår i släktet husspindlar, och familjen trattspindlar. Inga underarter finns listade i Catalogue of Life.